# Leap Castle
Leap Castle (irsk: Caisleán Léim Uí Bhánáin) er en borg, der ligger i Coolderry, County Offaly, Irland, omkring 6 km nord for byen Roscrea o 10 km syd for Kinnitty på R421.
Det er ikke fastslået, hvornår borgens keep blev opført, da der dateringer fra 1200- til 1400-tallet, men det skete sandsynligvis omkring 1250. Den blev opført af klanen O'Bannon og blev oprindeligt kaldt "Léim Uí Bhanáin" eller "Leap of the O'Bannons".
Der er tegn på, at området har været beboet i hvert fald siden jernalderen (omkring år 500 f.v.t., og muligvis siden stenalderen.